# Weinmannia mauritiana
Espèce
Weinmannia mauritiana, le petit bois de tan, est une espèce d'arbustes de la famille des Cunoniaceae, endémique des Mascareignes.